# Таитянский песочник
Таитя́нский песо́чник (лат. Prosobonia leucoptera) — вымерший вид птиц семейства бекасовых. Эндемик Таити.

## Открытие
Таитянский песочник был обнаружен в 1773 году во время второго тихоокеанского путешествия капитана Джеймса Кука. Вероятно, что был собран только один экземпляр, который сейчас находится в музее «Натуралис», который находится в Лейдене, Нидерланды.
Два (возможных) образца, собранных Уильямом Андерсоном между 30 сентября и 11 октября 1777 года на острове Муреа, легли в основу описания песочника Prosobonia ellisi. Три экземпляра, которые были упомянуты в 1787 году Джоном Лэтэмом, все отличаются. Сохранившийся экземпляр (музей Натуралис, RMNH 87556) не может быть чётко определён, также не может быть прослежена с полной уверенностью история его появления в музее. Возможно, в 1819 году он был приобретён вместе с другими образцами Форстера (Штреземан, 1950). Кроме того, имеется рисунок Георга Форстера и литографическая реконструкция Йоханнеса Герарда Кёлеманса.

## Описание
Таитянский песочник достигал длины 17,5 см. Длина крыла была 11,3 см, длина хвоста — 5,4 см и лапа — 3,4 сантиметров.
Верх головы был черновато-коричневый. Окраска шеи и боковых сторон головы была тёмно-коричневой. Уздечка и кроющие уха были красноватые с белым пятном позади глаз. Щёки были ржаво-красные, горло буровато-белое. Спина и крылья были черновато-коричневые. Характерным было небольшое белое пятно в виде полумесяца на изгибе крыла, которое сформировалось некоторыми перьями из малых кроющих крыла. Два средних хвостовых пера были черновато-коричневыми, остальные красновато-коричневые с чёрным кантом. Нижняя сторона была ржаво-красной и без полос. Радужка и клюв были чёрными. Ноги были зеленоватого оттенка.

## Образ жизни
Птицы гнездились на земле и держались преимущественно вблизи малых рек.

## Вымирание
В 1777 году Уильям Андерсон, судовой врач в третьем путешествии Кука, описывал вид как частый. Так как команде Кука в этом путешествии досаждали крысы и тараканы, Джеймс Кук дал распоряжение натянуть канаты к берегу Таити, чтобы избавиться от паразитов. Таитянский песочник, гнездившийся на земле, стал лёгкой добычей для крыс. Через пару лет после 1777 года вид исчез.